# Mustapha Adib
Mustapha Adib Abdul Wahed hay Moustapha, Mustafa (tiếng Ả Rập: مصطفى أديب عبد الواحد, sinh ngày 30 tháng 8 năm 1972), là chính trị gia, luật gia, nhà ngoại giao, nghiên cứu, giáo dục người Liban. Ông từng được chỉ định làm Thủ tướng Liban trong một thời gian ngắn trong năm 2020. Ông nguyên là Đại sứ Liban tại Đức giai đoạn 2013 đến 2020. Ngày 31 tháng 8 năm 2020, Mustapha Adib được bổ nhiệm làm Thủ tướng chỉ định của Liban, thay thế Hassan Diab.  Ngày  26 tháng 9 năm 2020, ông tuyên bố từ chức vì không thành lập được chính phủ.
Mustapha Adib nổi tiếng với các nghiên cứu học thuật và chuyên môn trong lĩnh vực An ninh quốc gia, con người và Nhà nước, Luật bầu cử và giám sát của Nghị viện Liban đối với lĩnh vực an ninh. Ông có học hàm Giáo sư, học vị Tiến sĩ Pháp luật và Khoa học chính trị. Ông cũng là một người yêu lịch sử, văn hóa đất nước, có mối quan hệ tốt đẹp với Tây Âu.

## Tiểu sử và đời tư
Mustapha Adib sinh ngày 30 tháng 8 năm 1972 ở thành phố Tripoli, tỉnh Bắc, miền Bắc Liban. Ông là người Hồi giáo Sunni. Thời trẻ, ông theo học phổ thông tại địa phương, lớn lên bắt đầu du học. Ông tới thành phố Montpellier miền Nam của Hérault, Occitanie, Pháp theo học Đại học Montpellier và tốt nghiệp Tiến sĩ Pháp luật và Khoa học chính trị.

Trong cuộc sống đời tư, Mustapha Adib yêu thích văn hóa dân tộc, là Giám đốc Trung tâm văn hóa Azm, thành viên Hội đồng quản trị Hiệp hội Azm & Saadé. Ông cũng là nhà từ thiện, nhà giáo dục, sức khỏe hỗ trợ xã hội những người khó khăn ở Liban. Vào cuối năm 2019, tại Dự án kỷ niệm văn hóa Titanic (The Titanic Cultural Commemorative), Mustapha Adib với cương vị Đại sứ Liban tại Đức đã quyên góp hai bức họa phẩm về hành khách người Liban trên tàu Titanic. Ông đã phát biểu về việc tưởng nhớ sự kiện này:
"Tôi thích cách tiếp cận của dự án bởi vì, thông thường khi một thảm kịch như vậy xảy ra, và có rất nhiều thương vong, chúng tôi có xu hướng chỉ xem các con số. Dự án này là một cách để nhớ rằng đằng sau những con số đó, có những cá nhân thực tế, với những câu chuyện và con đường cuộc sống của riêng họ.
Như đã biết, Lebanon nằm ở ngã tư giữa Đông và Tây, giữa châu Âu với thế giới Hồi giáo Ả Rập. Do đó, ghi chép về giao lưu văn hóa của nó có từ thời kỳ cổ đại. Người Lebanon cũng là những nhà đi biển và đóng tàu nổi tiếng – nhất là vào thời Phoenicia. Do đó, người Lebanon cảm nhận được kết nối với phần còn lại của thế giới và luôn di cư, hòa nhập rất dễ dàng ở các nước sở tại của họ".
Về cuộc sống gia đình, ông lấy vợ là bà Flavia d’Amato, người Pháp, hai vợ chồng có năm người con.

## Sự nghiệp

### Giáo dục và nghiên cứu
Năm 2000, sau khi hoàn tốt quá trình học tập, Mustapha Adib bắt đầu sự nghiệp, trở thành giảng viên dạy trường Chiến tranh Beirut (Beirut War College) ở thủ đô quê nhà Beirut. Sau đó, ông tham gia hệ thống giáo dục đại học, dạy học ở nhiều trường khác nhau của Liban và Pháp. Các chuyên ngành giảng dạy của ông gồm Luật quốc tế, Luật hiến pháp, Quan hệ quốc tế, Địa chính trị, thông thạo tiếng Ả Rập, tiếng Anh, tiếng Pháp. Ông được bổ nhiệm làm Giáo sư toàn thời gian tại Đại học Liban (LU).
Năm 2004, Mustapha Adib trở thành Chủ tịch Viện Nghiên cứu Chiến lược Trung Đông (Center for Middle-Eastern Strategic Studies – CESMO) và từ đó bắt đầu tiến hành nhiều nghiên cứu kết hợp với Liên Hợp Quốc, Trung tâm Kiểm soát Dân sự các Lực lượng vũ trang (Geneva DCAF), Chương trình Phát triển Liên Hợp Quốc (UNDP) cùng nhiều trường đại học quốc tế khác. Ông tham gia soạn thảo và là tác giả của những tác phẩm như Middle-East and Western Asia, chương mục trong World Report on the State of Decentralization and Local Democracy, hợp tác với Đại học Paris. Bên cạnh đó, ông cũng là Chủ tịch Hiệp hội Luật quốc tế Liban (Lebanese Association for International Law – ALDI), Hiệp hội Khoa học chính trị Liban (Lebanese Political Science Association); thành viên của Hiệp hội cựu sinh viên Đại học Pháp (Association of French University Graduates), Hiệp hội Khoa học chính trị Ả Rập (Arab Political Science Association), Hiệp hội Luật hiến pháp quốc tế (International Constitutional Law Association), Hiệp đoàn Dân sự hòa bình (Observatory for Permanent Civil Peace).

### Chính trị
Cùng với sự nghiệp giảng dạy, giáo dục, Mustapha Adib đồng thời hoạt động lĩnh vực chính trị. Từ năm 2000 – 2004, ông là trợ lý và cố vấn cho chính trị gia, tỷ phú Najib Mikati – hai người đều cùng quê hương Tripoli, tỉnh Bắc; công việc trao đổi, phụ tá cựu Tổng thống Émile Lahoud (1998  – 2007), đàm thoại và hoạt động với các đảng phái lớn tại Liban. Thời điểm này, Najib Mikati là nghị viên đại diện cho Tripoli của Nghị viện Liban và được bổ nhiệm làm Thủ tướng Liban thay thế cho Rafiq Hariri sau vụ ám sát 2005. Năm 2005, 2006, ông đại diện cho Thủ tướng Najib Mikati tham gia Ủy ban Phụ trách sửa đổi Luật bầu cử mới cho đất nước. Ban đầu, Najib Mikati đảm nhiệm vị trí Thủ tướng trong tình huống đặc biệt trong tháng 3 đến tháng 7 năm 2005, đến năm 2011, tái đắc cử giai đoạn 2011 – tháng 2 năm 2014. Khi nhậm chức lần thứ hai, Thủ tướng Najib Mikati đã bổ nhiệm Mustapha Adib làm Chánh văn phòng Nội các Liban. Ngày 18 tháng 7 năm 2013, ông chuyển chức vụ, được bổ nhiệm làm Đại sứ Liban tại Đức. Ông trải qua bảy năm ở vị trí này, phụ trách đại diện cho Liban đàm phán, phối hợp với Đức và được đánh giá có tư tưởng gần với phong cách các nước thế giới Tây Âu, trong đó có Pháp.

### Thủ tướng chỉ định của Liban

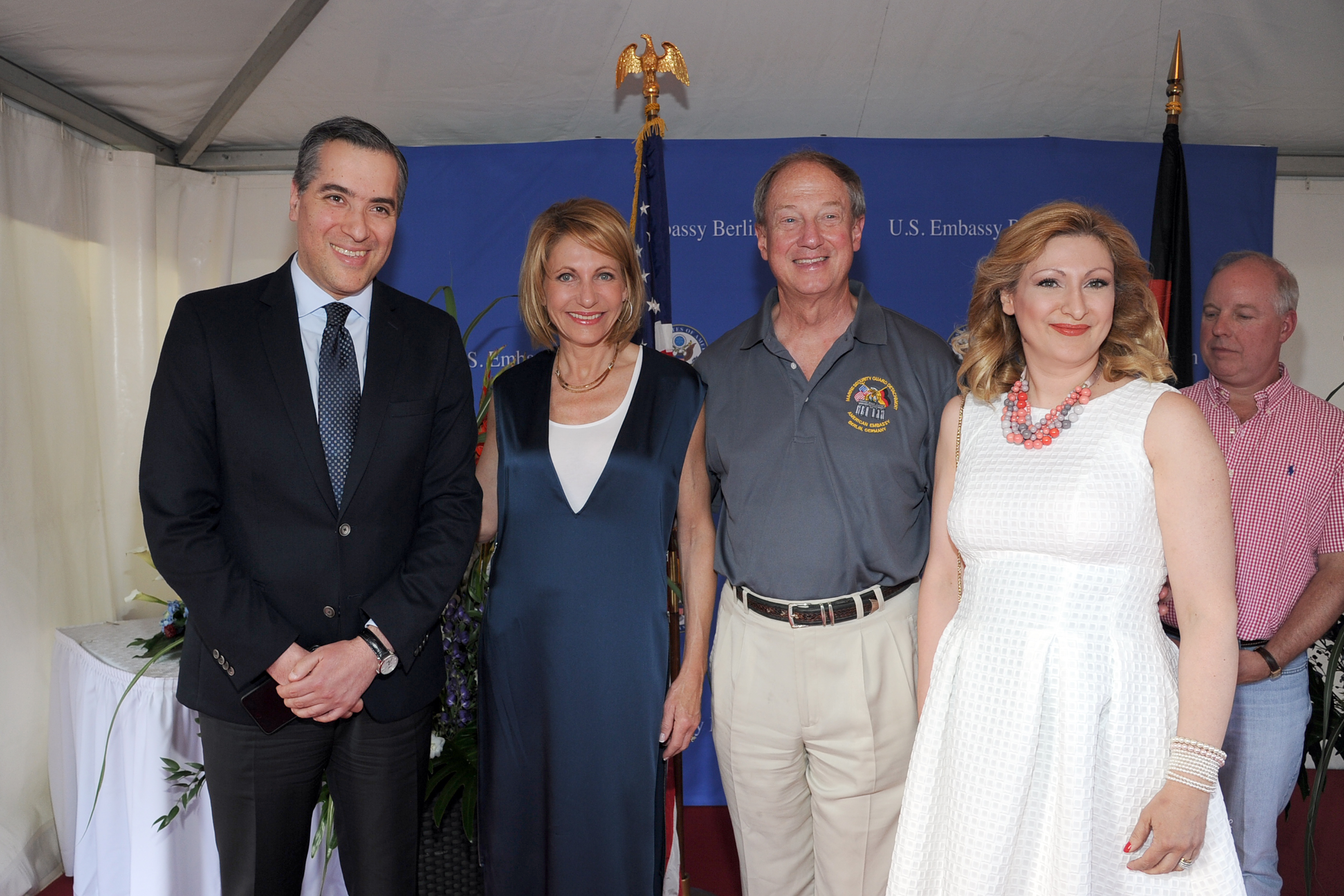
Ảnh Đại sứ Liban Mustapha Adib và vợ Flavia d’Amato (ngoài cùng bên phải) cùng vợ chồng Đại sứ Hoa Kỳ John B. Emerson tại Ngày độc lập Đức năm 2016.

Thập niên 2010, Liban đối mặt với nhiều vấn đề khó khăn, trước hết là cuộc khủng hoảng kinh tế và xung đột đối nội, đối ngoại. Tình hình hành pháp của Liban giai đoạn này không đạt được sự thống nhất, có tới bốn vị Thủ tướng trong 10 năm gồm Saad Hariri (2009 – 2011, 2016 –  2020), Najib Mikati (2011 – 2014), Tammam Salam (2014 – 2016), Hassan Diab (2020). Ngày 4 tháng 8 năm 2020, Vụ nổ tại Beirut 2020 diễn ra tại cảng của thành phố Beirut, khiến ít nhất 190 người chết, 6.500 người bị thương, tổng thiệt hại từ 10 – 15 tỷ USD, và ước tính gần 300.000 người mất nhà cửa, tạo ra chấn động lớn tới toàn thể đất nước Liban. Ngày 10 tháng 8 năm 2020, Thủ tướng Hassan Diab từ chức bởi thiệt hại nghiêm trọng của vụ nổ trong tình thế phức tạp.
Thời điểm này, Phong trào Tương lai và một nhóm cựu Thủ tướng Liban đã ủng hộ và đề cử Mustapha Adib vào vị trí Thủ tướng ngày 30 tháng 8; cựu Thủ tướng Najib Mikati là chính trị gia đầu tiên kiến nghị ông. Sau đó, Phong trào Tự do yêu nước kêu gọi ủng hộ ông, tái thiết nội các mới. Ông cũng là ứng cử viên duy nhất được đề cử vào vị trí này tính đến ngày 30 tháng 8 năm 2020 và việc đề cử ông được cho là đã được ủng hộ bởi Tổng thống Pháp Emmanuel Macron, người đến Liban để đàm phán hòa bình và thảo luận về cải cách chính trị ở Liban.
Vào ngày 31 tháng 8 năm 2020, Tổng thống Liban Michel Aoun bổ nhiệm Mustapha Adib, Đại sứ Liban tại Đức giữ vị trí tân Thủ tướng thứ 27 của Liban, một ngày trước thời hạn ngày 1 tháng 9 năm 2020 do Tổng thống Pháp – quốc gia có ảnh hưởng lớn tới lịch sử và chính trị Liban đặt ra, người đã yêu cầu thay đổi chính trị hướng tới đất nước không có tham nhũng. Ông đã nhận được sự ủng hộ từ 90 trong số 120 vào ngày 31 tháng 8 năm 2020.

Phát biểu tại cuộc họp báo ở dinh Tổng thống khi được chỉ định, Mustapha Adib nói:
"Đây không phải là thời điểm dành cho những lời nói, lời hứa hay ước vọng. Đây là thời điểm của hành động. Đã đến lúc chúng ta kết hợp nỗ lực và chung tay để khôi phục cho người dân Liban".
Ông cam kết nhanh chóng khởi động một chính phủ với các chính sách cải cách kinh tế và tài chính cần thiết.
Sau khi được chỉ định, Mustapha Adib bắt đầu công tác lãnh đạo hành chính, thành lập Nội các Chính phủ Liban. Tuy nhiên, Nội các của ông không thể thành lập vì mâu thuẫn tại Liban và ảnh hưởng nước ngoài, đặc biệt là Pháp. Ngày 26 tháng 9 năm 2020, chỉ 27 ngày sau khi được chỉ định bổ nhiệm, Mustapha Adib đã từ chức Thủ tướng Liban vì không thể thành lập Nội các mới.

## Địa chính trị Liban
Mustapha Adib đối mặt với địa chính trị phức tạp của Liban thời điểm 2020 đầy khó khăn. Ông được bổ nhiệm lên làm Thủ tướng chỉ vài giờ trước khi Tổng thống Pháp Emmanuel Macron chuẩn bị hạ cánh xuống sân bay Beirut cho chuyến thăm chính thức thứ hai của ông tới Liban, kể từ vụ nổ đầu tháng 8. Có nghiên cứu cho rằng việc bổ nhiệm ông chịu tác động từ Macron.
Liban gần đây đang chìm trong một cuộc khủng hoảng kinh tế trầm trọng, với giá cả của các mặt hàng thiết yếu đều tăng cao trong khi giá trị đồng tiền giảm mạnh. Đời sống xã hội, chính trị tại đây liên tục bất ổn, do bị tàn phá nặng nề bởi cuộc nội chiến kéo dài 15 năm và bị kéo vào các cuộc xung đột lớn nhỏ tại khu vực. Gần 50% người dân tại Liban phải sống dưới mức nghèo đói và không có khả năng tiếp cận những nhu yếu phẩm cơ bản, nạn thất nghiệp diễn ra tràn lan trong đại dịch Covid-19. Trong bối cảnh khó khăn chất chồng khó khăn, vụ nổ tại Beirut khiến người dân càng thêm mất lòng tin vào bộ máy chính phủ, hàng trăm nghìn người đổ xuống đường biểu tình, cáo buộc các lãnh đạo không đủ khả năng để vực dậy tình hình đất nước.
Khoảng 48 giờ sau vụ nổ tại Beirut, Tổng thống Macron đã đến thăm một số khu vực bị ảnh hưởng nặng nề nhất của thủ đô. Tại đây, ông bày tỏ sự chia sẻ với những mất mát mà người dân phải chịu đựng và kêu gọi các nhà lãnh đạo Liban khẩn trương ban hành các cải cách nhằm đảm bảo viện trợ. Chính phủ Pháp cũng liên tục gây áp lực buộc Liban phải ưu tiên các thay đổi chính trị để giải cứu đất nước.
Trong tình hình địa chính trị phức tạp hiện tại của Liban, Thủ tướng Mustapha Adib, nhân vật nổi tiếng của Liban trong sự nghiệp ở cả chính trị, khoa học, văn hóa và giáo dục được kỳ vọng lãnh đạo Liban vượt qua khó khăn, bước vào tình hình mới.
Ngay sau khi được bổ nhiệm làm thủ tướng Mustapha Adib đã đàm luận, trao đổi cùng Tổng thống Michel Aoun, Chủ tịch Nghị viện Nabih Berri để lên kế hoạch đối phó tình thế của Liban, tới khu vực vụ khó khăn của Beirut để khảo sát, đánh giá, đồng thời tổ chức gặp gỡ cùng Tổng giáo sĩ Hồi giáo Liban Sheikh Abdul Latif Derian – tôn giáo chủ chốt của đất nước để tăng cường sự thống nhất cùng vượt qua khó khăn.